# Amélie Elen-Simon
Amélie Elen-Simon was een Belgische inspectrice van het huishoudonderwijs en auteur van een invloedrijk schoolboek over huishoudkunde en voeding. Ze was actief in de eerste helft van de 20e eeuw en speelde een belangrijke rol in de modernisering van huishoudelijke arbeid in het onderwijs. Haar werk had als doel jonge vrouwen op te leiden tot technisch onderlegde en verantwoordelijke huishoudsters.

## Opleiding
Over de opleiding van Amélie Elen-Simon is weinig bekend. Wel is duidelijk dat zij een expertise had op het gebied van huishoudonderwijs en voeding, wat haar kwalificeerde voor haar latere functies binnen het onderwijs en het ministerie van Economische Zaken.

## Loopbaan
Amélie Elen-Simon was werkzaam als hoofdinspectrice van de huishoudscholen en had daarnaast een functie als medewerkster bij het Belgische ministerie van Economische Zaken. Ze beëindigde haar loopbaan in maart 1950 als "Inspectrice principale de l'enseignement technique". Haar belangrijkste bijdrage aan het onderwijsveld was het schoolboek L'art culinaire et ménager. Programme officiel de l'enseignement ménager de 1re, 2e et 3e année, waarvan de eerste editie verscheen in 1937 (Scholliers, 2010).
Dit schoolboek werd ontworpen als een technologische studie van huishoudkunde en voeding. Het bood een uitgebreide hoeveelheid informatie en praktische adviezen en was bedoeld om het huishoudonderwijs te moderniseren. In het boek werd elektrisch koken gepromoot, voedingswaarden en kooktechnieken werden besproken, en er werd een sterke nadruk gelegd op matiging en een gezonde levensstijl. Het werk introduceerde een nieuwe visie op de rol van de huisvrouw: niet langer een traditionele huishoudster, maar een technisch bekwame en verantwoordelijke vrouw (Elen-Simon, 1938).

## Inhoud van haar werk
In L'art culinaire et ménager legde Elen-Simon de nadruk op een wetenschappelijke benadering van huishoudkunde. De inhoud omvatte onder andere:
- De basisprincipes van voeding en metabolisme.
- Kooktechnieken en het gebruik van moderne keukengerei.
- De eigenschappen van voedingsmiddelen.
- Menuvoorstellen aangepast aan verschillende inkomensgroepen.
- Adviezen over een gebalanceerd dieet per leeftijdscategorie.
- 388 recepten variërend van soep en voorgerechten tot desserts.

Elen-Simon waarschuwde voor de gevaren van overmatige vleesconsumptie en bepleitte een matige en gevarieerde voeding. Ze benadrukte dat de huishoudster een maatschappelijke verantwoordelijkheid droeg door goed te koken, wat niet alleen de gezondheid van het gezin ten goede kwam, maar ook economisch voordelig was (Elen-Simon, 1938).
Haar schoolboek speelde in op bredere maatschappelijke veranderingen en de opkomst van voedingswetenschappen in de jaren 1930. Hoewel haar werk nauwelijks expliciete verwijzingen naar wetenschappers bevatte, weerspiegelde het de gangbare voedingsinzichten uit die tijd. Opmerkelijk is dat zij slechts enkele wetenschappers bij naam noemde, zoals Lucien Brouha en Albert Vande Velde, terwijl andere referenties werden gedaan met algemene termen als "de hygiënisten" en "de geleerden" (Scholliers, 2010).

## Erkenning en prijzen
Er zijn geen specifieke prijzen of onderscheidingen bekend die Amélie Elen-Simon ontving voor haar werk. Desondanks had haar publicatie een significante invloed op het huishoudonderwijs en de manier waarop voeding werd onderwezen in Belgische huishoudscholen.

## Nalatenschap
Het werk van Amélie Elen-Simon wordt nog steeds bestudeerd in historisch onderzoek naar voedingsleer en huishoudonderwijs in de 20e eeuw. Haar inzichten droegen bij aan de modernisering van huishoudelijke arbeid en versterkten het belang van technische kennis in het huishouden. Haar schoolboek werd in meerdere edities uitgegeven en heeft daarmee een blijvende impact gehad op het onderwijs in België.